# 트라이브 (미국의 밴드)
트라이브(Tribe)는 미국 매사추세츠주 보스턴의 얼터너티브 록 밴드이다. 1980년대 말부터 1990년대 초 사이에 활동했다. 슬래시 레코드/워너브라더스 레코드를 포함, 3개의 음반을 냈다.

## 디스코그래피

### 음반
- Tribe (EP) (1987)
- Here at the Home (1990)
- Abort (1991)
- Sleeper (1993)

### 싱글
- "Jakpot" (1990)
- "Easter Dinner" (1991)
- "Payphone"(1991)
- "Joyride (I Saw the Film)" (1991)
- "Supercollider" (1993)
- "Red Rover" (1993)

## 구성원
- Janet LaValley: 보컬, 리듬 기타 (1985–1994)
- Terri Barous: 키보드, 배킹 보컬 (1985–1994)
- Eric Brosius: 기타, 배킹 보컬 (1985–1994)
- Greg LoPiccolo: 베이스, 배킹 보컬 (1985–1994)
- David Penzo: 드럼, 타악기 (1985–1994)
- Mike Levesque: 드럼, 타악기 (라이브 쇼에서만) (1994–1994)